# あさひ野
あさひ野（あさひの）は宮城県岩沼市の町丁。郵便番号は989-2478。人口は696人、世帯数は215世帯（2024年9月30日現在）。現行行政地名はあさひ野一丁目およびあさひ野二丁目。住居表示は全域で未実施。

## 地理
岩沼市西部、市街地の北端に位置する。東側は字敷島、字東谷地、栄町と、西側は三色吉と、南側は字山桜、字朝日、朝日、字大和と、北側は字大和、字山桜と接する。
北東部には宮城県道25号岩沼蔵王線が通り、そこから延びる道路沿には薬王堂やフレスコキクチといった商業施設が存在する。

## 歴史
もとは大半が田だったものの、「岩沼市朝日土地区画整理事業」により開発が進み、2017年（平成29年）1月28日に換地処分が行われ誕生した。

### 年表
- 2008年（平成20年）8月22日 - 宮城県が岩沼市朝日土地区画整理事業の事業認可を行う[8]。
- 2017年（平成29年）
  - 1月27日 - 換地処分の公告が行われる[8]。
  - 1月28日 - 換地処分の効力が発生したことにより、あさひ野一丁目、あさひ野二丁目が誕生する[2]。
  - 10月6日 - 岩沼市朝日土地区画整理事業の事業が終了し、解散する[8]。
- 2019年（令和元年）10月10日 - あさひ野1号公園・あさひ野2号公園・あさひ野3号公園の供用が開始する[9]。

### 町名の変遷
町名の変遷は以下の通りとなる。
| 実施後         | 実施年月日    | 実施前（各町名ともその一部） | 実施前（各町名ともその一部） |
| -------------- | ------------- | ---------------------------- | ---------------------------- |
| あさひ野一丁目 | 2017年1月28日 | 字大和                       | 字大和                       |
| あさひ野一丁目 | 2017年1月28日 | 栄町                         | 二丁目                       |
| あさひ野二丁目 | 2017年1月28日 | 字山桜                       | 字山桜                       |

## 世帯数と人口
2023年（令和5年）3月31日現在の世帯数と人口は以下の通りとなる。
| 丁目           | 世帯    | 人口  |
| あさひ野一丁目 | 142世帯 | 460人 |
| あさひ野二丁目 | 67世帯  | 218人 |
| 計             | 209世帯 | 678人 |

## 小・中学校の学区
小・中学校の学区は以下の通りとなる。
| 町丁           | 字・番地 | 小学校       | 中学校       |
| -------------- | -------- | ------------ | ------------ |
| あさひ野一丁目 | 全域     | 岩沼西小学校 | 岩沼西中学校 |
| あさひ野二丁目 | 全域     | 岩沼西小学校 | 岩沼西中学校 |

## 施設

### 公共
- あさひ野1号公園（あさひ野二丁目1番1・1番5・1番6）

- あさひ野2号公園（あさひの二丁目6番1）

- あさひ野3号公園（あさひの二丁目5番）

上記の三つの公園はアサヒグループホールディングスの寄付によって遊具が整備された。

### 企業・工場
- フレスコキクチ 岩沼西店（あさひ野一丁目8番3）
- 薬王堂 岩沼SC店（あさひ野一丁目8番7）
- クオール薬局 岩沼あさひ野店（あさひ野一丁目8番20）

- ローソン 岩沼朝日店（あさひ野一丁目13番7）

## 交通

### 鉄道
- 鉄道駅はない。最寄り駅は■東北本線の岩沼駅。

### バス
- 岩沼市民バス
  - あさひ野（ 東西線）

### 道路

#### 一般県道
- 宮城県道25号岩沼蔵王線